# Visoče (Šentjur, Slovenija)
Visoče je naselje u slovenskoj Općini Šentjuru. Visoče se nalazi u pokrajini Štajerskoj i statističkoj regiji Savinjskoj. 

## Stanovništvo
Prema popisu stanovništva iz 2002. godine naselje je imalo 83 stanovnika.